# Anthony Steel

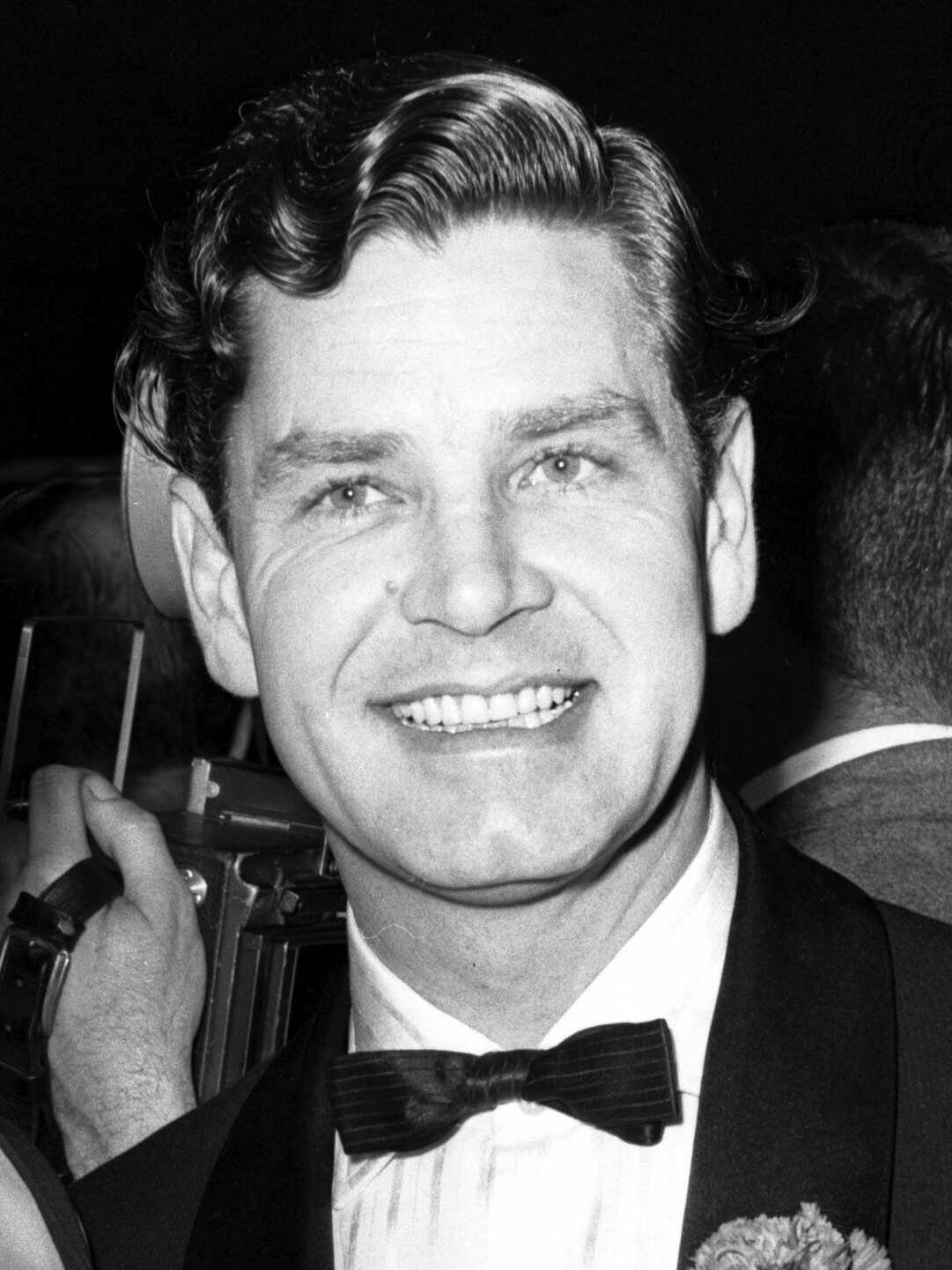
Anthony Steel (1956)

Anthony Steel (* 21. Mai 1920 in London; † 21. März 2001 ebenda) war ein britischer Schauspieler.

## Leben
Steels Vater war Armeeoffizier in Indien; er selbst genoss eine hohe Schulbildung in Cambridge und erlebte den Zweiten Weltkrieg als britischer Soldat an der Front. Kurz nach Beendigung des Krieges hatte er das Ziel, Schauspieler zu werden. Dank seiner größeren und kleineren Nebenrollen in britischen Komödien, Krimis und Abenteuerfilmen erlangte er in den 1950er Jahren in England Popularität.
Nach einigen Hauptrollen in italienischen Kostümfilmen erlangte er in Deutschland 1964 in der Rolle des geldgierigen Ölquellen-Besitzers Bud Forrester in Winnetou 2. Teil Bekanntheit.
1975 spielte Steel neben Corinne Cléry und Udo Kier in dem französischen Erotikfilm Die Geschichte der O die Rolle des Sir Stephen.
Steel war von 1949 bis 1954 mit Juanita Forbes verheiratet, von 1956 bis 1959 mit der Filmdiva Anita Ekberg und von 1964 bis 2001 mit Johanna Melcher. Die letzten Jahre seines Lebens verbrachte Steel in London, wo er im März 2001 an Herzversagen starb.

## Filmografie (Auswahl)
- 1948: Königsliebe (Saraband for Dead Lovers)
- 1948: Quartett (Quartet)
- 1949: Die blaue Lampe (The Blue Lamp)
- 1949: Die Tingeltangelgräfin (Trottie True)
- 1949: Keine Wahl ohne Qual (The Chiltern Hundreds)
- 1950: The Wooden Horse
- 1950: Der Dreckspatz und die Königin (The Mudlark)
- 1951: Gift für den Anderen (Another Man’s Poison)
- 1951: Schwarzes Elfenbein (Where No Vultures Fly)
- 1951: Wer zuletzt lacht (Laughter in Paradise)
- 1952: Weiße Frau im Dschungel (The Planter’s Wife)
- 1953: Malta Story (Malta Story)
- 1953: Der Freibeuter (The Master of Ballantrae)
- 1954: Westlich Sansibar (West of Zanzibar)
- 1955: Sturm über dem Nil (Storm Over the Nile)
- 1955: Eine Frau kommt an Bord (Passage Home)
- 1956: Das schwarze Zelt (The Black Tent)
- 1958: Die Pranke des Tigers (Harry Black)
- 1961: Ferien in der Silberbay (Vacanze alla baia d’argento)
- 1962: Tiger der Meere (La tigre dei sette mari)
- 1964: Winnetou 2. Teil
- 1966: Zwei Girls vom Roten Stern
- 1966: Die Gespielinnen (Le fate)
- 1967: Hell Is Empty
- 1968: Ich spreng’ Euch alle in die Luft – Inspektor Blomfields Fall Nr. 1
- 1968: Schlacht um Anzio (Anzio)
- 1968: Funkstreife XY – ich pfeif’ auf mein Leben
- 1968: Häschen in der Grube
- 1969: 11 Uhr 20 (TV, 3 Teile)
- 1969: Hotel Royal
- 1975: Die Geschichte der O (Histoire d’O)
- 1981: Monster Club (The Monster Club)